# جورج كامبل (لاعب كرة قدم)
جورج كامبل (بالإنجليزية: George Campbell)‏ (3 مايو 1957 في المملكة المتحدة - ) هو لاعب كرة قدم بريطاني في مركز جناح ‏. لعب مع نادي أبردين ونادي جنوب ملبورن وNunawading City FC ‏ وGreen Gully SC ‏ وPreston Lions FC ‏ وBox Hill United FC ‏ وManningham United Blues FC ‏ وRingwood City SC ‏.